# Leo Spitzer
Leo Spitzer (Vienna, 7 febbraio 1887 – Marina di Pietrasanta, 16 settembre 1960) è stato un linguista e filologo austriaco, noto in particolar modo per i suoi studi di stilistica.

## Biografia
Fu docente di filologia romanza presso l'Università di Vienna ma, in seguito alle persecuzioni contro gli ebrei fu costretto a rifugiarsi in Turchia e poi negli Stati Uniti dove continuò l'insegnamento.
Ebbe una formazione positivista e si inserì nella corrente idealistica di Croce e Vossler. Nel 1910 pubblicò il saggio La formazione delle parole come mezzo stilistico, esemplificata in Rabelais nel quale sostiene l'importanza del momento creativo della lingua.
Il suo metodo critico, che si basa sull'unità tra critica letteraria e analisi linguistica, nasce da una lettura precisa e attenta dei testi di scrittori di epoche diverse dei quali analizza le caratteristiche formali e linguistiche fino ad arrivare all'interpretazione unitaria e globale dell'autore.
Spitzer elaborò il concetto di «circolo filologico»: dall'osservazione di particolarità esterne (lessicali, sintattiche, ritmiche) si può risalire al centro dell'opera per poi tornare alla superficie, estendendo e verificando l'osservazione di altri elementi. Le particolarità sono intese come l'allontanamento dall'uso linguistico normale, che corrisponde a un'alterazione dello stato psichico normale: pertanto ogni deviazione dalla norma linguistica è indizio di uno stato psichico inconsueto e permette di spiare lo stato d'animo dell'autore. Quest'impostazione risente evidentemente sia della ricerca psicologica di Freud sia dello strutturalismo linguistico.
Tra le sue opere di maggiore importanza si ricordano: Studi stilistici (Stilstudien), 1928; Studi di stile e di letteratura romanza (Romanische Stil-und Literaturstudien), 1931; Racine e Goethe (Racine e Goethe) 1993; Linguistica e storia letteraria (Linguistics and literary history) 1948.
Dal 30 novembre 1946 fu socio corrispondente dell'Accademia della Crusca. Nel 1955 l'Accademia dei Lincei gli conferì il Premio Internazionale Feltrinelli per la Filologia e la Storia Letteraria.
Ebbe tra i suoi allievi la scrittrice Angela Bianchini.

## Opere
Le traduzioni italiane corrispondono solo raramente alle raccolte originali o alle traduzioni in francese.
- Die Wortbildung als stilistisches Mittel exemplifiziert an Rabelais, Halle (Saale), Max Niemeyer, 1910
  - Rabelais. La formazione di parole come strumento stilistico, a cura di Lucia Assenzi e Davide Colussi, trad. Lucia Assenzi, Collana Saggi, Macerata, Quodlibet, 2021, ISBN 9788822905567.
- Die Umschreibungen des Begriffes "Hunger" im Italienischen, Halle (Saale), Max Niemeyer, 1920
  -  Perifrasi del concetto di fame. La lingua segreta dei prigionieri italiani nella Grande Guerra, traduzione di Silvia Albesano, Edizione italiana a cura di Claudia Caffi, Milano, Il Saggiatore, 2019, ISBN 978-88-428-2555-5.
- Studien zu Henri Barbusse, Bonn, F. Cohen, 1920
- Italienische Kriegsgefangenenbriefe, Bonn, Hanstein, 1921
  -  Lettere di prigionieri di guerra italiani: 1915-1918, traduzione di Renato Solmi, Introduzione di Lorenzo Renzi, Torino, Boringhieri, 1976.
  -  Lettere di prigionieri di guerra italiani 1915-1918, traduzione di Renato Solmi, Introduzioni di Lorenzo Renzi, Antonio Gibelli, Luca Morlino; Nota al testo di Silvia Albesano, a cura di L. Renzi, Collana La Cultura, Milano, Il Saggiatore, 2016, ISBN 978-88-428-2214-1.
- Italienische Umgangssprache, Bonn/Leipzig, Kurt Schroeder, 1922
  - Lingua italiana del dialogo, a cura di Claudia Caffi e Cesare Segre, trad. Livia Tonelli e Silvia Albesano, Collana La Cultura, Milano, Il Saggiatore, 2007-2021, ISBN 978-88-428-1111-4.
- Stilstudien, München, Hueber, 1928
  - Critica stilistica e storia del linguaggio, a cura di Alfredo Schiaffini, Bari, Laterza, 1954; poi ampliato come Critica stilistica e semantica storica, Bari, Laterza, 1966.
  - Marcel Proust e altri saggi di letteratura francese moderna, traduzione di Cordelia Gundolf, Giorgio Cusatelli, Maria Luisa Spaziani e Pietro Citati, con un saggio introduttivo di Pietro Citati, Torino, Einaudi, 1959, 1971, 1977
  - Saggi di critica stilistica. Maria di Francia, Racine, Saint-Simon, con un prologo e un epilogo di Gianfranco Contini, Firenze, Sansoni, 1985; nuova ed., Introduzione di Cesare Segre, Collana Saggi, Sansoni, 2004, ISBN 978-88-383-0543-6.
- Romanische Stil- und Literaturstudien, Marburg, Elwertsche Verlagsbuchhandlung, 1931
  - Cinque saggi di ispanistica, a cura di Giovanni Maria Bertini e Roberto Radicati di Marmorito, Torino, Giappichelli, 1962.
- «Racine et Goethe», in Revue d'histoire de la philosophie et d'histoire générale de la civilisation, 1, 1933, pp. 58–75.
- La enumeración caótica de la poesía moderna, Buenos Aires, Instituto de Filología, 1945
- Linguistics and Literary History, Princeton (New Jersey), Princeton University Press, 1948
  - Studi italiani, a cura di Claudio Scarpati, Milano, Vita e Pensiero, 1976
  - Prefazione a Romanzi medievali d'amore e d'avventura, a cura di Angela Bianchini, Milano, Garzanti, 1996
- Essays on English and American Literature, a cura di Anna Granville Hatcher, Princeton University Press, 1962 (postumo)
- Classical and Christian Ideas of World Harmony, 1963 (postumo)
  - L'armonia del mondo. Storia semantica di un'idea, trad. Valentina Poggi, Bologna, Il Mulino, 1967, 2006, 2009.
- Études de style, précédé de Leo Spitzer et la lecture stylistique par Jean Starobinski, tr. di Éliane Kaufholz, Alain Coulon e Michel Foucault, Paris, Gallimard, 1970.
- Approches textuelles des «Mémoires» de Saint-Simon (con Jules Brody), Prefazione di Yves Coirault, Tübingen-Paris, Narr-Place, 1980.
- Piccolo Puxi. Saggio sulla lingua di una madre, a cura di Anna Maria Babbi e Massimo Salgaro, Collana Le silerchie, Milano, Il Saggiatore, 2015, ISBN 978-88-428-2168-7.
- Vita in forma di letteratura nella Dorotea di Lope De Vega, traduzione di M. Borriello, a cura di R. Gigliucci, Collana Ardesie, Lithos, 2015, ISBN 978-88-995-8105-3.